# 城关街道 (三明市)
城关街道是中国福建省三明市三元区下辖的一个街道。2020年6月，撤销城东乡，原城东乡的城东村并入城关街道。

## 行政区划
下辖以下地区：
红印山社区、复康社区、崇宁社区、凤岗社区、建新社区、新亭社区、新龙社区、下洋社区、芙蓉社区、山水社区和城东村。